# Yesterday's Wine
Yesterday's Wine je studiové album amerického country zpěváka Willieho Nelsona. Jde o konceptuální album pojednávající o nedokonalém muži a příběh je vyprávěn od jeho narození až do smrti. Album produkoval Felton Jarvis a vyšlo v roce 1971 u vydavatelství RCA Records.

## Seznam skladeb
Všechny písně napsal Willie Nelson.
| Pořadí         | Název                                                                  | Délka |
| -------------- | ---------------------------------------------------------------------- | ----- |
| 1.             | Intro-Willie Nelson and Band/Medley: Where's the Show; Let Me Be a Man | 3:41  |
| 2.             | In God's Eyes                                                          | 2:23  |
| 3.             | Family Bible                                                           | 3:12  |
| 4.             | It's Not for Me to Understand                                          | 3:06  |
| 5.             | Medley: These Are Difficult Times; Remember the Good Times             | 3:17  |
| 6.             | Summer of Roses                                                        | 2:05  |
| 7.             | December Day                                                           | 2:19  |
| 8.             | Yesterday's Wine                                                       | 3:15  |
| 9.             | Me and Paul                                                            | 3:50  |
| 10.            | Goin' Home                                                             | 3:06  |
| Celková délka: | Celková délka:                                                         | 29:43 |

## Obsazení
- Willie Nelson – zpěv, kytara
- William Paul Ackerman – bicí
- Jerry Carrigan – bicí
- Roy M. „Junior“ Huskey – baskytara
- Dave Kirby – kytara
- Charlie McCoy – harmonika
- Weldon Myrick – steel kytara
- Hargus „Pig“ Robbins – klavír, varhany
- Jerry Lee Smith – klavír
- Jerry Smith – klavír
- Buddy Spicher – housle
- Norman Spicher – housle
- Jerry Stembridge – kytara
- Bobby Thompson – banjo
- Herman Wade – kytara
- Chip Young – kytara
- Dave Zettner – kytara